# Кшивкі-Боські
Кшивкі-Боські (пол. Krzywki-Bośki) — село в Польщі, у гміні Шренськ Млавського повіту Мазовецького воєводства.
Населення — 89 осіб (2011).
У 1975-1998 роках село належало до Цехановського воєводства.

## Демографія
Демографічна структура станом на 31 березня 2011 року:
|          | Загалом | Допрацездатний вік | Працездатний вік | Постпрацездатний вік |
| -------- | ------- | ------------------ | ---------------- | -------------------- |
| Чоловіки | 48      | 10                 | 29               | 9                    |
| Жінки    | 41      | 8                  | 20               | 13                   |
| Разом    | 89      | 18                 | 49               | 22                   |